# C. Mayer (månekrater)
C. Mayer er et nedslagskrater på Månen. Det befinder sig på Månens forside i den nordlige udkant af Mare Frigoris. Det er opkaldt efter den tjekkoslovakiske astronom Christian Mayer (1719 – 1783).
Navnet blev officielt tildelt af den Internationale Astronomiske Union (IAU) i 1935. 

## Omgivelser
C. Mayerkrateret ligger lige nord for det fremtrædende Aristoteleskrater. Også mod syd, men kun i en trediedel af afstanden ligger det mindre Sheepshankskrater. Lige øst for C. Mayer ligger det oversvømmede Kanekrater. 

## Karakteristika
Dette er et forholdsvis ungt krater med en skarp kant og en tydelig ydre rand. Den er ikke helt cirkulær og fremtræder som en noget polygonal form med udadgående buler langs kanten, mest tydeligt mod vest. De indre vægge falder i terrasser, og kraterbunden er noget ujævn og irregulær. Lige nord for kratermidten ligger en central top, som strækker sig i nordlig retning.
Det lavaoversvømmede "C. Mayer D" er forbundet med den sydøstlige kraterrand, og en åbning i den sydøstlige rand forbinder krateret med Mare Frigoris. Månehavet strækker sig således helt op til C. Mayerkraterets ydre vold.

## Satellitkratere
De kratere, som kaldes satellitter, er små kratere beliggende i eller nær hovedkrateret. Deres dannelse er sædvanligvis sket uafhængigt af dette, men de får samme navn som hovedkrateret med tilføjelse af et stort bogstav. På kort over Månen er det en konvention at identificere dem ved at placere dette bogstav på den side af satellitkraterets midte, som ligger nærmest hovedkrateret. C. Mayerkrateret har følgende satellitkratere:
| C. Mayer | Længde  | Bredde  | Diameter |
| -------- | ------- | ------- | -------- |
| B        | 60,2° N | 15,6° Ø | 36 km    |
| D        | 62,1° N | 18,6° Ø | 66 km    |
| E        | 61,1° N | 16,0° Ø | 12 km    |
| F        | 62,0° N | 19,5° Ø | 7 km     |
| H        | 64,1° N | 14,7° Ø | 43 km    |

## Måneatlas
- Mayer%7C0 Billeder af C. Mayerkrateret i LPI-måneatlasset